# Pedagogía de la esperanza
Pedagogía de la esperanza (Pedagogia da esperança: um reencontro com a Pedagogia do oprimido, en portugués) es el vigésimo noveno libro de Paulo Freire publicado en el año 1992, donde propuso esta pedagogía como la respuesta a las reflexiones que surgieron de las luchas de los pueblos del Tercer Mundo y de Latinoamérica, que se veían obligados a sobrevivir y vencer el agobio de la dominación.
En la Historia de la Educación Latinoamericana y mundial, Paulo Freire es el creador de un movimiento de educación de base que tiene por objeto dar un carácter político al problema educativo. Según sus ideas, es necesario dar una concientización al oprimido a través de la educación. Dio significativa importancia a la alfabetización, pero no en forma aislada y memorística, sino con una aproximación crítica a la realidad. Se debe dar más importancia a la educación dialogical o conversacional, que a la curricular; asimismo, debe dar importancia a la praxis en la actividad educativa. Freire consideró fundamental constituir y fortalecer la «escuela popular» en el ámbito latinoamericano.
La educación progresista en la Pedagogía de la esperanza, publicada en el año de 1992, relata un sueño educativo adelantado a su tiempo histórico, que de manera vivaz vendría, en los años subsiguientes, a alimentar las teorías y enfoques modernos de la educación, al compartir muchas de sus aristas.
Freire escribió el libro tras recibir numerosas críticas y comentarios sobre Pedagogía del Oprimido, y buscó responder a estas reflexiones y desarrollar aún más sus ideas sobre la educación como un acto de liberación. En Pedagogía de la Esperanza, el autor no solo revisa su teoría pedagógica, sino que también narra su historia personal y su lucha por una educación que promueva la dignidad y la humanidad.
El libro ha sido traducido a varios idiomas y ha tenido un impacto significativo en el ámbito de la educación crítica y popular. Es leído y estudiado en universidades y movimientos sociales alrededor del mundo.
Pedagogía de la Esperanza subraya la importancia de la esperanza como fuerza motriz en la educación y el activismo. Freire insiste en que la educación debe ser un acto de amor y coraje, orientado hacia la transformación social y la justicia.

## Resumen
"Pedagogía de la Esperanza: Un Reencuentro con la Pedagogía del Oprimido" es una obra reflexiva de Paulo Freire, en la que revisita y profundiza las ideas presentadas en su anterior libro "Pedagogía del Oprimido". En este texto, Freire explora sus experiencias personales y profesionales que lo llevaron a formular sus teorías pedagógicas, destacando la importancia de la esperanza como un elemento esencial en la educación y la transformación social.
El libro se estructura en tres momentos principales. Primero, Freire reflexiona sobre su infancia, juventud y las primeras influencias que moldearon su pensamiento, incluyendo el impacto del exilio. En la segunda parte, analiza críticamente la "Pedagogía del Oprimido", respondiendo a críticas y revalorizando su relevancia. Finalmente, en el tercer momento, Freire narra diversas experiencias vividas durante su exilio, subrayando cómo estas vivencias reafirmaron su compromiso con la educación como acto político y de esperanza.
Freire defiende la necesidad de mantener la esperanza activa y crítica en el proceso educativo, la cual considera fundamental para enfrentar las adversidades sociales y políticas. Rechaza el fatalismo y promueve la acción educativa como un medio para la transformación social, sosteniendo que la esperanza debe estar anclada en la práctica concreta. Con una perspectiva humanista y progresista, Freire critica el autoritarismo y el neoliberalismo, reafirmando su compromiso con un proyecto educativo que busca la liberación y la humanización del oprimido.
Este libro no solo es un testimonio personal, sino también una reafirmación de sus convicciones pedagógicas, adaptadas y enriquecidas por las experiencias y los cambios sociales de las últimas décadas. Es una obra que, en su esencia, invita a los educadores y a la sociedad a no perder de vista la esperanza como motor de cambio y justicia social.

## Aportes de laPedagogía de la esperanzaen los procesos de enseñanza y aprendizaje
En Pedagogía de la Esperanza, Paulo Freire enfatiza la importancia de una enseñanza basada en un conocimiento profundo y una preparación académica rigurosa. Según Freire, la labor docente debe superar la simple transmisión mecánica de información, requiriendo una constante renovación del saber del educador. Este, a su vez, debe estar capacitado para compartir su conocimiento de manera innovadora y significativa.
Freire critica la percepción negativa que a menudo se tiene de la profesión docente en muchas sociedades, donde se asocia al maestro con bajos salarios y falta de reconocimiento. Frente a esta realidad, Freire propone una pedagogía que respete tanto los conocimientos expertos como los saberes populares de los estudiantes. Para él, el diálogo es un componente esencial en los procesos educativos, ya que permite a los estudiantes desarrollar una comprensión crítica de su realidad y enfrentar las condiciones de opresión.
En cuanto a la tecnología en la educación, Freire adopta una postura cautelosa. Aunque reconoce los avances tecnológicos, advierte sobre los peligros de adoptar posturas extremas, ya sea idolatrando o demonizando la tecnología. Para Freire, la tecnología debe utilizarse de manera consciente y crítica, con el objetivo de contribuir al bienestar y al desarrollo de la capacidad crítica de los estudiantes.
Los aportes de la pedagogía de la esperanza se centran en la formación integral del docente, la importancia del diálogo crítico en la educación y un enfoque equilibrado en el uso de la tecnología en los procesos de enseñanza y aprendizaje.